# Byblis tannerensis
Byblis tannerensis är en kräftdjursart som beskrevs av J. L. Barnard 1966. Byblis tannerensis ingår i släktet Byblis och familjen Ampeliscidae. Inga underarter finns listade i Catalogue of Life.